# Drömmen om det gamla Kalifornien
Drömmen om det gamla Kalifornien (In Old California!) är en Kalle Anka-serie från 1951, författad och tecknad av Carl Barks. Den handlar om Kalle Anka och Knattarna som är ute och kör bil i Kalifornien. De krockar med ett klippblock och alla fyra svimmar och drömmer sig tillbaka i tiden. De får uppleva en tid i Kaliforniens historia, guldrushen i Kalifornien 1848. Barks har själv sagt att det är hans favorit bland hans egna serier.[källa behövs]